# Lista de bairros de Queimados
Abaixo segue-se uma lista dos bairros existentes na cidade brasileira de Queimados:
1. Belmonte
2. Campo da Banha
3. Centro
4. Coimbra
5. Fanchem[1] (ou Vila Camorim)
6. Glória
7. Granja Alzira
8. Granja Rosalina
9. Inconfidência
10. Jaqueira
11. Jardim da Fonte
12. Jardim Alzira
13. Jardim Queimados
14. Meu Ranchinho
15. Nova Cidade
16. Nossa Senhora da Glória
17. Nossa Senhora de Fátima
18. Nossa Senhora do Rosário
19. Paraíso[2]
20. Parque Eldorado
21. Parque Santiago
22. Parque Valdariosa
23. Pau da Forca
24. Pedreira
25. Ponte Preta
26. Posteação
27. Rio D'Ouro
28. Santo Expedito[3]
29. São Cristóvão
30. São Miguel
31. São Roque
32. São Manuel
33. Três Fontes (uma parte,outra parte é Nova Iguaçu)
34. Tri-campeão (uma parte, outra pertence a Japeri)
35. Tripaseca
36. Vale Ouro
37. Vila do Tinguá (Cep. 26383-425, 26385-030 até 26385-210, 26385-260, 26385-290, 26385-340 até 26385-440)
38. Vila Guimarães
39. Vila Nascente
40. Vila São João
41. Vila Tarumã
42. Vista Alegre
43. Carmo
44. São Francisco (Cep. 26385-230 até 26385-250, 26385-270 até 26385-280, 26385-310 até 26385-330)
45. Santa Rosa
46. Vila Nancy
47. Vila Americana
48. Jardim Tri-Campeão
49. Jardim Guanabara
50. Vila das Porteiras
51. Novo Eldorado
52. Nova Cidade
53. Vila Dona Branca
54. Sion
55. Vila das Mangueiras
56. São Humberto
57. Flesmam
58. Penápolis
59. São Bartolomeu
60. Morro da Paz
61. Riachão